# Pays Val de Creuse - Val d'Anglin
 (août 2025).
Motif : Absence de sources secondaires, notoriété locale. Syndicat mixte regroupant moins de 50 000 habitants.
- Archive Wikiwix
- Bing
- Cairn
- DuckDuckGo
- E. Universalis
- Gallica
- Google
- G. Books
- G. News
- G. Scholar
- Persée
- Qwant
- (zh) Baidu
- (ru) Yandex
- (wd) trouver des œuvres sur Wikidata

| 1. | Préciser le motif de la pose du bandeau. | Précisez le motif de la pose du bandeau en utilisant la syntaxe suivante : {{admissibilité à vérifier\|date=août 2025\|motif=remplacez ce texte par le motif}}                                         |
| 2. | Informer les utilisateurs concernés.     | Pensez à avertir le créateur de l'article, par exemple, en insérant le code ci-dessous sur sa page de discussion : {{subst:avertissement admissibilité à vérifier\|Pays Val de Creuse - Val d'Anglin}} |

Le Pays Val de Creuse-Val d'Anglin est une structure territoriale issue de la loi Voynet et gérée par un syndicat mixte. Créé en 1996, il se situe dans la partie sud du département de l'Indre, le territoire recouvre 31 communes.

## Missions
- Mise en œuvre du contrat régional de troisième génération
- Animation du Programme LEADER 2014-2020[2]

## Composition

### Communautés de communes
- Communauté de communes Marche Occitane - Val d'Anglin
- Communauté de communes Éguzon - Argenton - Vallée de la Creuse